# Burg Röhlingen
Die Burg Röhlingen ist eine abgegangene Burg im Ortsteil Röhlingen der Stadt Ellwangen im Ostalbkreis in Baden-Württemberg.

## Geschichte
Die vermutlich auf den Resten eines römischen Bauwerks errichtete mittelalterliche Burg war Stammsitz der Herren von Röhlingen. Diese sind von 1167 bis ins 15. Jahrhundert urkundlich erwähnt. Es ist wahrscheinlich, dass dieser Ortsadel eine Ministerialenfamilie des Klosters Ellwangen war. Das Wappen der Ortschaft Röhlingen ist an das Wappen derer von Röhlingen angelehnt, die Herren von Killingen mit Sitz auf Burg Killingen führten dasselbe Wappen.

Wappen des Ortes Röhlingen